# Nagrada hrvatskog glumišta
Nagrada hrvatskoga glumišta utemeljena je 1992. godine.

## Povijest
Za vrijeme Domovinskog rata, Hrvatsko društvo dramskih umjetnika uz punu potporu Hrvatske radio-televizije i Večernjeg lista dana 24. studenoga 1992. godine zajednički utemeljuju Nagradu hrvatskog glumišta, koje će se svake godine na taj dan i dodjeljivati, jer je to povijesni dan hrvatskoga glumišta kada je 24. studenoga 1860. godine, nakon burnih rodoljubnih prosvjeda građanstva, a po uputama Dimitrija Demetra glumac Vilim Lesić objavio općinstvu "... da će se od sutrašnjega dana na zagrebačkoj pozornici govoriti samo hrvatski."
Uz godišnje Nagrade hrvatskog glumišta utemeljuje se nagrada za svekoliko umjetničko djelovanje.
Suutemeljitelji ovih stručnih i časnih nagrada su Ministarstvo kulture RH, Odsjek za povijest hrvatskog kazališta - HAZU, Hrvatsko narodno kazalište u Zagrebu, Akademija dramske umjetnosti u Zagrebu i Hrvatsko društvo kazališnih kritičara i teatrologa.
Utemeljitelji i suutemeljitelji potpisali su svečanu povelju utemeljenja Nagrada hrvatskog glumišta dana 24. studenog 1992. na svečanosti u Hrvatskom narodnom kazalištu u Zagrebu, uz nazočnost mnogih istaknutih umjetnika, kazališnih i kulturnih djelatnika.
Na dan utemeljenja dodijeljena je nagrada za svekoliko umjetničko djelovanje istaknutom umjetniku, Vladi Habuneku.
Ujedno je dogovoreno, da će se od 1993. godine na dan 24. studenog redovno podjeljivati nagrade i u svim ostalim kategorijama na svečanosti u Hrvatskom narodnom kazalištu u Zagrebu. 

## Kategorije nagrada

#### Trenutačne nagrade
Za najbolja ostvarenja iz područja dramske, radio i televizijske umjetnosti:
- Nagrada hrvatskog glumišta za najbolju predstavu u cjelini
- Nagrada hrvatskog glumišta za najboljeg redatelja
- Nagrada hrvatskog glumišta za najbolju glavnu žensku ulogu
- Nagrada hrvatskog glumišta za najbolju glavnu mušku ulogu
- Nagrada hrvatskog glumišta za najbolju sporednu žensku ulogu
- Nagrada hrvatskog glumišta za najbolju sporednu mušku ulogu
- Nagrada hrvatskog glumišta mladom umjetniku do 28 godina – ženska uloga
- Nagrada hrvatskog glumišta mladom umjetniku do 28 godina – muška uloga
- Nagrada hrvatskog glumišta za lutkarsku predstavu ili predstavu za djecu i mlade
- Nagrada hrvatskog glumišta za žensku ulogu u lutkarskim predstavama ili predstavama za djecu i mlade
- Nagrada hrvatskog glumišta za mušku ulogu u lutkarskim predstavama ili predstavama za djecu i mlade
- Nagrada hrvatskog glumišta za najbolji praizvedeni suvremeni hrvatski dramski tekst ili najbolja dramatizacija, adaptacija, dramaturška obrada teksta ili dramaturgija predstave
- Nagrada hrvatskog glumišta za redateljsko ostvarenje u radio drami
- Nagrada hrvatskog glumišta za redateljsko ostvarenje u TV drami
- Nagrada hrvatskog glumišta za glumačko ostvarenje u radio drami
- Nagrada hrvatskog glumišta za glumačko ostvarenje u TV drami
- Nagrada hrvatskog glumišta za najbolju kazališnu scenografiju
- Nagrada hrvatskog glumišta za najbolju kazališnu kostimografiju
- Nagrada hrvatskog glumišta za najbolje oblikovanje svjetla u kazalištu
- Nagrada hrvatskog glumišta za najbolju kazališnu glazbu

Za najbolja ostvarenja iz područja glazbene, baletne i plesne umjetnosti:
Svake parne godine:
- Nagrada hrvatskog glumišta za najbolju predstavu u cjelini - opereta ili mjuzikl
- Nagrada hrvatskog glumišta za najbolje redateljsko, dirigentsko ili koreografsko ostvarenje – opereta ili mjuzikl
- Nagrada hrvatskog glumišta za najbolje umjetničko ostvarenje u opereti ili mjuziklu – ženska uloga
- Nagrada hrvatskog glumišta za najbolje umjetničko ostvarenje u opereti ili mjuziklu – muška uloga
- Nagrada hrvatskog glumišta za izuzetno ostvarenje mladih umjetnika do 30 godina – opereta ili mjuzikl
- Nagrada hrvatskog glumišta za najbolju plesnu predstavu
- Nagrada hrvatskog glumišta za najbolje koreografsko ostvarenje u plesnoj predstavi
- Nagrada hrvatskog glumišta za umjetničko ostvarenje u plesu – ženska uloga
- Nagrada hrvatskog glumišta za umjetničko ostvarenje u plesu – muška uloga

Svake neparne godine:
- Nagrada hrvatskog glumišta za najbolju predstavu u cjelini - opera
- Nagrada hrvatskog glumišta za najbolje redateljsko ili dirigentsko ostvarenje – opera
- Nagrada hrvatskog glumišta za najbolje umjetničko ostvarenje u operi – ženska uloga
- Nagrada hrvatskog glumišta za najbolje umjetničko ostvarenje u operi – muška uloga
- Nagrada hrvatskog glumišta za izuzetno ostvarenje mladih umjetnika do 30 godina – opera
- Nagrada hrvatskog glumišta za najbolju predstavu u cjelini - balet
- Nagrada hrvatskog glumišta za najbolje koreografsko, redateljsko ili dirigentsko ostvarenje u baletnoj predstavi
- Nagrada hrvatskog glumišta za najbolje umjetničko ostvarenje u baletu – ženska uloga
- Nagrada hrvatskog glumišta za najbolje umjetničko ostvarenje u baletu – muška uloga
- Nagrada hrvatskog glumišta za izuzetno ostvarenje mladom baletnom umjetniku do 28 godina

Nagrada za životno djelo:
- Nagrada hrvatskog glumišta za svekoliko umjetničko djelovanje

Ostale nagrade:
- Nagrada za izniman doprinos kazališnoj umjetnosti

## Najnagrađivaniji umjetnici
Popis najnagrađivanijih dramskih umjetnika. U posljednjih tridesetak godina najuspješniji su redatelj Krešimir Dolenčić, glumica Doris Šarić-Kukuljica i kostimografkinja Doris Kristić koji imaju čak šest nagrada HDDU. U tablici nisu uračunate Nagrade za svekoliko umjetničko postignuće.
| Redni br. | Umjetnik              | Područje                         | Br. nagrada |
| 1.        | Krešimir Dolenčić     | režija                           | 6           |
| _         | Doris Kristić         | kostimografija                   | 6           |
| -         | Doris Šarić-Kukuljica | gluma                            | 6           |
| 2.        | Krešimir Mikić        | gluma                            | 5           |
| -         | Leo Mujić             | balet/mjuzikl                    | 5           |
| -         | Tomislav Petranović   | balet                            | 5           |
| 3.        | Živko Anočić          | gluma                            | 4           |
| -         | Ivana Boban           | gluma                            | 4           |
| -         | Dražen Čuček          | gluma                            | 4           |
| -         | Dinka Jeričević       | scenografija                     | 4           |
| -         | Ljubomir Kerekeš      | gluma                            | 4           |
| -         | Olga Pakalović        | gluma                            | 4           |
| -         | Edina Pličanić        | balet                            | 4           |
| -         | Alma Prica            | gluma                            | 4           |
| -         | Ozren Prohić          | režija/dramaturgija/scenografija | 4           |
| -         | Rakan Rushaidat       | gluma                            | 4           |
| -         | Dora Ruždjak Podolski | režija                           | 4           |
| -         | Iva Vitić Gameiro     | balet                            | 4           |
| 4         | Saša Anočić           | gluma/režija                     | 3           |
| -         | Igor Barberić         | režija/koreografija              | 3           |
| -         | Nikša Bareza          | opera                            | 3           |
| -         | Ivica Boban           | režija/adaptacija                | 3           |
| -         | Zrinka Cvitešić       | gluma                            | 3           |
| -         | Jadranka Đokić        | gluma                            | 3           |
| -         | Matija Ferlin         | ples                             | 3           |
| -         | Damir Zlatar Frey     | režija/scenografija              | 3           |
| -         | Ivo Gregurević        | gluma                            | 3           |
| -         | Goran Grgić           | gluma                            | 3           |
| -         | Stefano Katunar       | scenografija                     | 3           |
| -         | Lana Kos              | opera                            | 3           |
| -         | Ivo Lipanović         | opera                            | 3           |
| -         | Damir Lončar          | gluma                            | 3           |
| -         | Paolo Magelli         | režija                           | 3           |
| -         | Rene Medvešek         | režija/scenografija              | 3           |
| -         | Ranka Mesarić         | radiofonija                      | 3           |
| -         | Pavla Mikolavčić      | balet                            | 3           |
| -         | Helena Minić          | gluma                            | 3           |
| -         | Borko Perić           | gluma                            | 3           |
| -         | Siniša Popović        | gluma                            | 3           |
| -         | Renata Sabljak        | gluma                            | 3           |
| -         | Petar Selem           | režija                           | 3           |
| -         | Zlatko Sviben         | režija                           | 3           |
| -         | Dražen Šivak          | gluma                            | 3           |
| -         | Ognjen Vučinić        | plesač                           | 3           |

## Vanjske poveznice
- Hrvatsko društvo dramskih umjetnika